# Apomecyna mindanaonis
Apomecyna mindanaonis är en skalbaggsart som beskrevs av Stefan von Breuning 1980. Apomecyna mindanaonis ingår i släktet Apomecyna och familjen långhorningar.
Artens utbredningsområde är Filippinerna. Inga underarter finns listade i Catalogue of Life.